# Период «Подражания» в арабской литературе Андалусии
Период «Подражания» в арабской литературе Андалусии — (араб. .الأدب العربي في الأندلس‎). Как писал востоковед и филолог Х. Гибб: «Арабская литература – бессмертный памятник,созданный не одним народом, а целой цивилизацией». Период «Подражания» обусловлен возникновением молодого арабского эмирата на Юге Европы - на стыке двух цивилизаций. Период «подражания» (с 750 года VIII в. до конца X века)- это то время, когда андалусская литература зарождалась и становилась на ноги, как уникальное, в своём роде явление. В этот период в среде арабских завоевателей, следовавших традициям своих бедуинских предков, культивировались небольшие поэмы, в которых воспевались племенные подвиги, оплакивались умерших или изливалась тоска по покинутой родине на Востоке. Большую роль в развитии андалусской литературы и искусства сыграл приехавший из Багдада в Кордову певец, музыкант и актер, перс по происхождению, Зирйаб (ум. 857). Он перенес на испанскую почву культуру исполнения стихов под аккомпанемент музыкального инструмента. С этого времени андалусская поэзия развивается в тесной связи с музыкой. Одним из известных жанров того периода был Панегирический жанр.

## Панегирический жанр
Одним из первых произведений того периода можно назвать касыду  Абд ар-Рахмана I (араб. عبد الرحمن الداخل‎), первого эмира Андалусии, прозванного «Пришельцем» (731 — 30 сентября 788). Строки стихотворений Абд ар-Рахмана полны печали по покинутой родине. С подобным сложением стиха и замысла связан один из арабских жанров – панегирический. Сам по себе панегирический жанр является классическим, даже шаблонным в арабской литературе, поэтому не удивительно, что арабские поэты периода «подражания» первым делом обратились именно к нему. Вот одно из первых произведений панегирического жанра, созданных на территории Андалусии Абд-ар Рахманом I:

«Плач!» - говорю. Но не плачешь ты, пальма немая. 

Пышной главою склонясь, равнодушно внимая. 

Если б могла ты сочувствовать горю собрата, 

Ты зарыдала б о пальмах и водах Евфрата. 

Ты очерствела, лишенная почвы родимой. 

Близких забыл я, Аббасовым  родом гонимый. 

Другой жанр Арабской поэзии Андалусии это мувашшах

## Мувашшах
мувашшах (араб. موشّح‎) является ответвлением от панегирического жанра. Сам по себе мувашшах можно отнести к песенной поэзии, в строфической форме, дающей поэту полную свободу действий относительно составления стиха. Стиль мувашшах уникален по-своему, так как не только зародился благодаря испанскому литературному влиянию, но в свою очередь, согласно некоторым ученым-арабистам, имел обратное действие, повлияв на развитие строфического стиля испаноязычной поэзии. Существует несколько видов написания мувашшах. Например, мувашшах полностью написанный на романском языке, либо с включением пары арабских слов:

Ki tuelle me ma alma? 

Ki quere ma alma? 

Gar, que farayu, 

Como vivirayu. 

Est ‘l-habib espero 
 
Po el morirayu 

Русский перевод:

Что мучаешь душу мою? 

Что хочешь, душа моя? 

Скажи, что делать мне? 

Как жить? 

Жду я милого, 
 
Умру за него. 